# 울산제일일보
울산제일일보는 2007년 11월 12일 '상쾌한 아침! 기분좋은 신문!'을 기치로 창간한 울산광역시의 일간 신문사다. 창간 후 각종 지역 사건들을 기사화하며 시민들에게 빠르고 유익한 정보를 제공해 왔으며 '선암수변공원 솔마루길 걷기대회'와 '대통령배 산악자전거대회', '골프대회', '울산국제목판화페스티벌' 등의 행사를 통해 지역사회 공헌 사업에도 힘쓰고 있다.

## 조직
- 대표이사: 임채일 사장
- 논설실장: 김정주 실장
- 경영기획국장(편집이사): 이주복 이사
- 편집국장: 박선열 국장
- 홈페이지: ujeil.com
- 취재1부장: 이상길 차장
- 취재2부장: 정인준 부장

울산광역시 남구 중앙로 310 지암빌딩 9층 
우편번호 44679
대표전화:052-260-4000
팩스번호:052-260-4001